# Uwe Römer
Uwe Römer, född 1959, är en tysk biolog inom fälten iktyologi, herpetologi och ornitologi. Han forskar framför allt på neotropiska dvärgciklider, bland annat inom släktet Apistogramma.